# تجرق (ديزجرود الشرقي)
تجرق (بالفارسية: تجرق) هي قرية تقع في إيران في أذربيجان الشرقية. يقدر عدد سكانها بـ 623 نسمة .